# Szymanowski (album)
Szymanowski – album Orkiestry i Chóru Filharmonii Narodowej pod kierownictwem Jacka Kaspszyka, wydany 3 marca 2017 przez Warner Music Poland. Kolejna płyta z serii „Warsaw Philharmonic” dedykowana jest Karolowi Szymanowskiemu. Zawiera trzy utwory kompozytora takie jak: „Litania do Marii Panny op. 59", „Stabat Mater op. 53" oraz „III Symfonia Pieśń o nocy op. 27". Płyta zdobyła Fryderyka 2018 w kategorii Album Roku Muzyka Chóralna, Oratoryjna i Operowa.

## Wykonawcy
- Chór i Orkiestra Filharmonii Narodowej
- Jacek Kaspszyk – dyrygent
- Henryk Wojnarowski – dyrektor chóru
- Aleksandra Kurzak – sopran
- Agnieszka Rehlis – mezzosopran
- Dmitry Korchak – tenor
- Artur Ruciński – baryton